# Selección femenina de balonmano de Eslovaquia
La selección femenina de balonmano de Eslovaquia es la selección femenina de balonmano que representa a Eslovaquia a nivel internacional.

## Historial

### Juegos Olímpicos
- 1996 - No participó
- 2000 - No participó
- 2004 - No participó
- 2008 - No participó
- 2012 - No participó
- 2016 - No participó
- 2020 - No participó

### Campeonatos del Mundo
- 1995 - 12.ª plaza
- 1997 - No participó
- 1999 - No participó
- 2001 - No participó
- 2003 - No participó
- 2005 - No participó
- 2007 - No participó
- 2009 - No participó
- 2011 - No participó
- 2013 - No participó
- 2015 - No participó
- 2017 - No participó
- 2019 - No participó
- 2021 - 26ª plaza

### Campeonatos de Europa
- 1994 - 12.ª plaza
- 1996 - No participó
- 1998 - No participó
- 2000 - No participó
- 2002 - No participó
- 2004 - No participó
- 2006 - No participó
- 2008 - No participó
- 2010 - No participó
- 2012 - No participó
- 2014 - 12.ª plaza
- 2016 - No participó
- 2018 - No participó
- 2020 - No participó